# Hybomitra altaica
Hybomitra altaica — вид двокрилих комах родини ґедзів (Tabanidae).  Вид живиться кров'ю коней. Гедзь є ендеміком  Алтайських гір та навколишніх долин.